# Phlegra dunini
Phlegra dunini là một loài nhện trong họ Salticidae.
Loài này thuộc chi Phlegra. Phlegra dunini được Azarkina miêu tả năm 2004.